# Milwaukee Bucks 1972-1973
La stagione 1972-73 dei Milwaukee Bucks fu la 5ª nella NBA per la franchigia.
I Milwaukee Bucks vinsero la Midwest Division della Western Conference con un record di 60-22. Nei play-off persero la semifinale di conference con i Golden State Warriors (4-2).

## Roster
| N° | Naz.                   | Ruolo | Sportivo            | Anno | Alt. | Peso |
| -- | ---------------------- | ----- | ------------------- | ---- | ---- | ---- |
| 1  | Stati Uniti (bandiera) | GA    | Oscar Robertson     | 1938 | 196  | 93   |
| 7  | Stati Uniti (bandiera) | A     | Terry Driscoll      | 1947 | 201  | 98   |
| 9  | Stati Uniti (bandiera) | AC    | Gary Gregor         | 1945 | 201  | 102  |
| 10 | Stati Uniti (bandiera) | GA    | Bob Dandridge       | 1947 | 198  | 88   |
| 14 | Stati Uniti (bandiera) | GA    | Jon McGlocklin      | 1943 | 196  | 93   |
| 18 | Stati Uniti (bandiera) | A     | Curtis Perry        | 1948 | 201  | 100  |
| 20 | Stati Uniti (bandiera) | A     | Mickey Davis        | 1950 | 201  | 88   |
| 21 | Stati Uniti (bandiera) | GA    | Russ Lee            | 1950 | 196  | 84   |
| 24 | Stati Uniti (bandiera) | G     | Wali Jones          | 1942 | 188  | 82   |
| 31 | Stati Uniti (bandiera) | A     | Chuck Terry         | 1950 | 198  | 98   |
| 33 | Stati Uniti (bandiera) | C     | Kareem Abdul-Jabbar | 1947 | 218  | 102  |
| 34 | Stati Uniti (bandiera) | C     | Dick Cunningham     | 1946 | 208  | 111  |
| 42 | Stati Uniti (bandiera) | G     | Lucius Allen        | 1947 | 188  | 79   |

## Staff tecnico
- Allenatore: Larry Costello
- Vice-allenatore: Hubie Brown